# サン・ポーロ・ディ・ピアーヴェ
サン・ポーロ・ディ・ピアーヴェ（伊: San Polo di Piave）は、イタリア共和国ヴェネト州トレヴィーゾ県にある、人口約4,900人の基礎自治体（コムーネ）。

## 地理

### 位置・広がり

#### 隣接コムーネ
隣接するコムーネは以下の通り。
- チマドルモ
- フォンタネッレ
- オルメッレ
- ヴァッツォーラ

### 気候分類・地震分類
気候分類では、zona E, 2402 GGに分類される。
また、イタリアの地震リスク階級 (it) では、zona 2 (sismicità media) に分類される。